# دوان شریف‌العارفین توتول
دوان شریف‌العارفین توتول (انگلیسی: Dewan Shafiul Arefin Tutul؛ زادهٔ ۱ مارس ۱۹۶۰) بازیکن فوتبال اهل بنگلادش بود.
وی همچنین در تیم‌های ملی فوتبال زیر ۲۰ سال بنگلادش و بنگلادش بازی کرده است.
وی در مسابقات کشوری و بین‌المللی در مجموع برندهٔ ۲ مدال نقره شده است.